# フィンセント・ファン・ゴッホの模写作品
フィンセント・ファン・ゴッホの模写作品（もしゃさくひん）は、30点以上残されており、そのうち約21点がジャン＝フランソワ・ミレーの模写である。時期としては、サン＝レミ＝ド＝プロヴァンスの精神病院での療養時代に制作されたものが多い。

## 浮世絵の模写
ゴッホは、パリ時代の1887年、3点の浮世絵を模写している。彼はサミュエル・ビングの店で多くの浮世絵を目にする機会があった。
渓斎英泉の浮世絵は、「パリ・イリュストレ」誌1886年5月号（日本特集号）の表紙に、左右の向きが反転した状態で複製されたものである。画面下の睡蓮の葉に乗るガマガエルと緑の蛙は、二代目歌川芳丸の「新版虫尽」から、画面左奥の2羽の鶴は、佐藤虎清からとっている。
広重の「亀戸梅屋舗」の模写は、空の赤と地面の緑の対比を原作品より強めている。さらに、赤茶色の枠で囲み、その枠に、他の版画から拾った「新吉原」、「大黒屋錦木江戸町」などの文字を書き入れている。
「大はし あたけの夕立」の模写も、緑と赤の縁で囲むことによって補色の効果を強めている。
| 模写作品 | 備考                                                          | モデル作品 | 備考                                                                    |
| -------- | ------------------------------------------------------------- | ---------- | ----------------------------------------------------------------------- |
|          | ゴッホ「ジャポネズリー：おいらん」1887年9月-10月、パリ (F373) |            | 渓斎英泉「雲龍打掛の花魁」を掲載した「パリ・イリュストレ」誌1886年5月号 |
|          | ゴッホ「ジャポネズリー：梅の開花」1887年9月-10月、パリ (F371) |            | 歌川広重・名所江戸百景「亀戸梅屋舗」                                    |
|          | ゴッホ「ジャポネズリー：雨の橋」1887年9月-10月、パリ (F372)   |            | 歌川広重・名所江戸百景「大はし あたけの夕立」                           |

## ベルナール
エミール・ベルナールは、ゴッホがパリ時代に知り合った友人である。ポール・ゴーギャンが、ゴッホとの共同生活のためアルルを訪れた際、ベルナールのクロワゾニスムの手法による「草地のブルターニュの女たち」を携えてきて、ゴッホは1888年12月になてからこれを水彩で模写している。ゴッホは、後に妹ヴィルに、ベルナールの作品が非常に独創的だったので写しをとっておきたかったのだと述べている。
| 模写作品 | 備考                                                                   | モデル作品 | 備考                                              |
| -------- | ---------------------------------------------------------------------- | ---------- | ------------------------------------------------- |
|          | ゴッホ「草地のブルターニュの女たち」（水彩）1888年12月、アルル (F1422) |            | ベルナール「草地のブルターニュの女たち」1888年8月 |

## ミレー
ゴッホは、画家としての第一歩を踏み出した時から、多数のジャン＝フランソワ・ミレーの作品を素描で模写している。1880年には、弟テオに、「ミレーの大きな素描のスケッチに取り組んでいて忙しい。『種まく人』と『1日の4つの時』はもうできた。……もし『野良仕事』を送ってくれたら……何も言わなくても僕が何をしたがっているかは分かっているだろうけれど……特にやりたいのは、ミレーの『2人の掘る人』のような人体像や、『箕を振るう人』のリトグラフの研究だ。」と書き送っている。
ゴッホは、1881年に出版された、アルフレッド・サンシエの著作『ジャン＝フランソワ・ミレーの人生と作品』を読むと、テオに、「とても面白くて夜中に起き上がり、ランプを灯して読みふけっている」と感想を述べている。
サン＝レミでは、ジャック・アドリアン・ラヴィエイユがミレーの『野良仕事』のシリーズを木版画として発行したものをもとに、小さなキャンバスを使って油彩画で模写した。テオに「カラーで描かれた『野良仕事』の効果にはきっと驚くと思うよ。これは彼のとても深みのある作品群だ。」と書いている。原画は、ミレーが「イリュストラシオン」紙に発表するため1852年に描いた素描で、ラヴィエイユが木口木版で複製し、「農業評論」誌1853年2月5日号に掲載された。
続いて、『1日の4つの時』のシリーズの模写に取りかかった。田舎の暮らしにおける朝・昼・夕・夜の4つの時を表現する連作であった。これも1873年の「イリュストラシオン」紙に載ったラヴィエイユの木口木版を手本とした。
1890年1月半ば頃、『1日の4つの時』を描き終えると、「歩き始め」に取り組み始めた。この時期、テオの息子の誕生が間近であった。続いて「犁と馬鍬」を模写した。ゴッホは、『1日の4つの時』の4連作、「歩き始め」、「犁と馬鍬」について、「これで一つのシリーズとして六つのキャンバスがそろう。」と言っており、田舎の暮らしにおける人生の循環を表現している。
一方、「2人の掘る人」と「種まく人」は、聖書のイメージを強く反映した作品である。
| 模写作品 | 備考                                                   | モデル作品 | 備考                                                           |
| -------- | ------------------------------------------------------ | ---------- | -------------------------------------------------------------- |
|          | ゴッホ「鎌で麦刈る人」1889年9月、サン＝レミ (F687)     |            | ミレー『野良仕事』のスケッチ、1852年                           |
|          | ゴッホ「大鎌で麦刈る人」1889年9月、サン＝レミ (F688)   |            | ミレー『野良仕事』のスケッチ、1852年                           |
|          | ゴッホ「麦を束ねる女」1889年9月、サン＝レミ (F700)     |            | ミレー『野良仕事』のスケッチ、1852年                           |
|          | ゴッホ「熊手を持つ農婦」1889年9月、サン＝レミ (F698)   |            | ミレー『野良仕事』のスケッチ、1852年                           |
|          | ゴッホ「麦を束ねる人」1889年9月、サン＝レミ (F693)     |            | ミレー『野良仕事』のスケッチ、1852年                           |
|          | ゴッホ「わらを刻む農婦」1889年9月サン＝レミ (F697)     |            | ミレー『野良仕事』のスケッチ、1852年                           |
|          | ゴッホ「麦を叩く人」1889年9月、サン＝レミ (F692)       |            | ミレー『野良仕事』のスケッチ、1852年                           |
|          | ゴッホ「羊の毛を刈る人々」1889年9月、サン＝レミ (F634) |            | ミレー『野良仕事』のスケッチ、1852年                           |
|          | ゴッホ「木こり」1890年2月、サン＝レミ (F670)           |            | ミレー『野良仕事』のスケッチ、1852年                           |
|          | ゴッホ「糸を紡ぐ女」1889年9月、サン＝レミ (F696)       |            | ミレー『野良仕事』のスケッチ、1852年                           |
|          | ゴッホ「種まく人」1889年10月末、サン＝レミ (F690)      |            | ミレー「種まく人」1850年                                       |
|          | ゴッホ「種まく人」1889年10月-11月、サン＝レミ (F689)   |            | ミレー「種まく人」1850年                                       |
|          | ゴッホ「2人の掘る人」1889年10月、サン＝レミ (F648)     |            | ミレー「2人の掘る人」1850年                                    |
|          | ゴッホ「羊飼いの女」1889年11月、サン＝レミ (F699)      |            | ミレー「羊飼いの女」（ジャン＝バティスト・ミレーによる木版画） |
|          | ゴッホ「朝、野良仕事へ」1890年1月、サン＝レミ (F684)   |            | ミレー「1日の4つの時：野良仕事へ」                             |
|          | ゴッホ「昼、休息」1890年1月、サン＝レミ (F686)         |            | ミレー「1日の4つの時：昼寝」                                   |
|          | ゴッホ「1日の終わり」1889年11月、サン＝レミ (F649)     |            | ミレー「1日の4つの時：1日の終わり」                            |
|          | ゴッホ「夜なべ」1889年10月末、サン＝レミ (F647)        |            | ミレー「1日の4つの時：夜」                                     |
|          | ゴッホ「歩き始め」1890年1月、サン＝レミ (F668)         |            | ミレー「歩き始め」1858頃                                       |
|          | ゴッホ「鋤と馬鍬」1890年1月、サン＝レミ (F632)         |            | ミレー「鋤と馬鍬」                                             |

## ドラクロワ
ゴッホのサン＝レミ＝ド＝プロヴァンスでの最初の作品が、ウジェーヌ・ドラクロワの「ピエタ」の模写である。ゴッホが参照したのはオリジナル作品ではなく白黒のリトグラフであり、最初に小さい方の作品 (F757) を制作した後、その出来に満足し、大きいキャンバスの作品 (F630) を制作したものと思われる。
ゴッホは、1889年9月19日に、ドラクロワの「善きサマリア人」の模写にも取り組むつもりであると書いているが、実際に模写を仕上げたのは1990年5月になってからであった。この時、彼は、退院して北仏に戻るという希望を持っており、傷ついた男を馬上に持ち上げるというこの絵のモチーフに共感したものとも考えられる。
| 模写作品 | 備考                                                 | モデル作品 | 備考                               |
| -------- | ---------------------------------------------------- | ---------- | ---------------------------------- |
|          | ゴッホ「ピエタ」1889年9月、サン＝レミ (F757)         |            | ドラクロワ「ピエタ」1850年頃       |
|          | ゴッホ「ピエタ」1889年9月、サン＝レミ (F630)         |            | ドラクロワ「ピエタ」1850年頃       |
|          | ゴッホ「善きサマリア人」1890年5月、サン＝レミ (F633) |            | ドラクロワ「善きサマリア人」1849年 |

## レンブラント
レンブラント・ファン・レインは、オランダで最も尊敬されていた画家であり、ゴッホ自身も高く評価し、折に触れてその描き方を手本としていた。
ゴッホの弟テオが、1889年6月、兄に、「先日レンブラントのスケッチがオークションで売れた。兄さんにも見てもらいたかった。天使ガブリエルの絵だ。」との手紙を送ったところ、ゴッホは、「本当に見たかった。」と返事をしている。そこで、テオは、兄にオークションのカタログからこのエッチングを送ってやった。このスケッチは、オークションのカタログには「大天使ラファエル」と記載されている。また、当時はレンブラント作とされていたが、現在では、アールト・デ・ヘルデルの作品とされている。
次にゴッホが制作したレンブラントの模写は、「ラザロの復活」である。これは、ゴッホが、モデル作品の構図に固執せず、独自性を出した唯一の作品と言われている。
| 模写作品 | 備考                                               | モデル作品 | 備考                                                                              |
| -------- | -------------------------------------------------- | ---------- | --------------------------------------------------------------------------------- |
|          | 「天使の半身像」1889年9月、サン＝レミ              |            | レンブラント門下（アールト・デ・ヘルデルか）「大天使ラファエル」、1655年-1660年頃 |
|          | ゴッホ「ラザロの復活」1990年5月、サン＝レミ (F677) |            | レンブラント「ラザロの復活」1632年頃                                              |

## ドーミエ
ゴッホは、早い時期からオノレ・ドーミエを高く評価しており、1883年には、テオに、「日に日にドーミエへの憧れが増していく。彼には、何か核心を突いたところや思慮深さがある。人を楽しませるだけでなく、感情や熱情にあふれている。例えば『飲んだくれ』のように、白熱した鉄にも似た熱情を感じられることがある。」と書いている。
ドーミエが人物の描写に集中しているのに対し、ゴッホの模写では、家と煙突のある街の風景を描き込んでいる。
| 模写作品 | 備考                                             | 原作品 | 備考                         |
| -------- | ------------------------------------------------ | ------ | ---------------------------- |
|          | ゴッホ「飲んだくれ」1890年2月、サン＝レミ (F667) |        | ドーミエ「飲んだくれ」1862年 |

## ドレ
ゴッホは、サン＝レミから、テオに、ドーミエの「飲んだくれ」とフェリックス・レガメの「監獄」（1876年に発表した「アメリカ・スケッチ：ブラックウェル島の監獄暮らし」）を油絵にしようと思うので送ってほしいと依頼しているが、テオは、レガメの「監獄」を見つけることができなかったために、ギュスターヴ・ドレの木版画を送ったものと思われる。なぜゴッホがこの作品を模写したのかは詳しく分かっていないが、入院中という彼の状況と関連しているとも思われる。
| 模写作品 | 備考                                                           | モデル作品 | 備考                     |
| -------- | -------------------------------------------------------------- | ---------- | ------------------------ |
|          | ゴッホ「監獄の中庭（囚人の運動）」1890年2月、サン＝レミ (F669) |            | ドレ「監獄の中庭」1872年 |

## ドモン＝ブルトン
ゴッホは、1889年夏に『ル・モンド・イリュストレ』誌に掲載されたヴィルジニー・ドモン＝ブルトンの「赤ん坊を抱いた炉端の女」を見たと思われる。同誌には、「これは漁師の生活の一場面である。……長く不安な夜、漁師の妻がほとんど消えかけた炉端で幼子を胸にしっかりと抱きしめ、あやしながらまどろんでいる。」といった解説が付されていた。
同年9月のテオ宛の手紙に、「僕はここの付添人に、『ル・モンド・イリュストレ』1648号を見せてやる約束をした。これには、ドモン＝ブルトンを復刻したとても素敵な版画が載っている。」と書いている。
| 模写作品 | 備考                                                          | モデル作品 | 備考                                             |
| -------- | ------------------------------------------------------------- | ---------- | ------------------------------------------------ |
|          | ゴッホ「赤ん坊を抱いた炉端の女」1889年10月、サン＝レミ (F644) |            | ドモン＝ブルトン「赤ん坊を抱いた炉端の女」1889年 |

## ヨルダーンス
ゴッホは、オーヴェル＝シュル＝オワーズ時代に、ヤーコブ・ヨルダーンスの牛の作品の模写を1点だけ残している。ただ、サン＝レミ時代のものと比べ相当出来が悪いとの指摘もされている。
| 模写作品 | 備考                                                       | モデル作品 | 備考                     |
| -------- | ---------------------------------------------------------- | ---------- | ------------------------ |
|          | ゴッホ「牛」1890年7月、オーヴェル＝シュル＝オワーズ (F822) |            | ヨルダーンス「牛」17世紀 |